# Kafrish
Kafrish (tiếng Ả Rập: كفريش, cũng đánh vần là Kafr Rish) là một ngôi làng ở phía bắc Syria nằm về phía tây bắc của Homs thuộc tỉnh Homs. Theo Cục Thống kê Trung ương Syria, Kafrish có dân số 654 người trong cuộc điều tra dân số năm 2004. Cư dân của nó chủ yếu là Alawites.